# Municipio de Cherry Valley (Misuri)
El municipio de Cherry Valley (en inglés: Cherry Valley Township) es un municipio ubicado en el condado de Carroll en el estado estadounidense de Misuri. En el año 2010 tenía una población de 23 habitantes y una densidad poblacional de 0,48 personas por km².

## Geografía
El municipio de Cherry Valley se encuentra ubicado en las coordenadas 39°14′17″N 93°42′23″O / 39.23806, -93.70639. Según la Oficina del Censo de los Estados Unidos, el municipio tiene una superficie total de 47.9 km², de la cual 46,43 km² corresponden a tierra firme y (3,08 %) 1,48 km² es agua.

## Demografía
Según el censo de 2010, había 23 personas residiendo en el municipio de Cherry Valley. La densidad de población era de 0,48 hab./km². De los 23 habitantes, el municipio de Cherry Valley estaba compuesto por el 95,65 % blancos, el 4,35 % eran de otras razas. Del total de la población el 0 % eran hispanos o latinos de cualquier raza.